# Ozzfest
Ozzfest é um festival itinerante de rock anual realizado nos Estados Unidos e na Inglaterra, que apresenta diversas bandas de heavy metal, concebido e organizado por Ozzy Osbourne e sua esposa, Sharon Osbourne.

## História
A ideia do Ozzfest partiu da própria Sharon Osbourne após ter um pedido de participação no festival Lolapalooza negado ao seu marido Ozzy. Após este evento ela decidiu fazer seu próprio festival e ao longo dos anos, o Ozzfest passou a ser o maior festival de música pesada dos EUA.
A turnê é tradicionalmente composta por dois palcos. No palco principal geralmente se apresentam os artistas mais consagrados. O segundo palco (Hot Topic) traz apresentações de bandas menos conhecidas ou bandas novas.
Em 2002, o Ozzfest foi realizado também na Inglaterra, no Donington Park.
Na maioria das vezes, o Ozzfest é realizado em estádios devido ao grande número de pessoas que lota os shows.
A turnê de 2004 começou em Hartford, Connecticut em 10 Julho e o festival de 2005 começou em 15 de Julho, terminando somente em 4 de Setembro do mesmo ano.
O Ozzfest de 2004 foi acompanhado pela MTV que criou um programa chamado Battle for Ozzfest (Batalha pelo Ozzfest), onde Ozzy e Sharon escolheram oito entre centenas de bandas para competir por um lugar nos palcos do Ozzfest. Eles escolheram um membro de cada banda para cumprir várias tarefas e a cada semana uma banda era desclassificada. No final Marc Serrano do A Dozen Furies foi o vencedor e a banda excursionou no Ozzfest 2004.
Em 2009 não houve Ozzfest, pois Ozzy quis se concentrar em seu novo álbum.
Em 2010 o Ozzfest voltou e passou pela Inglaterra e Estados Unidos com muitos artistas em dois palcos.
Em 2005 no dia 20 de agosto, o Iron Maiden depois de substituir o Black Sabbath como atração principal, Maiden tomou chuvadas de ovos e teve a luz desligada por Sharon Osbourne.

## O festival ano a ano
- 1996
  - Palco Principal: Ozzy Osbourne, Slayer, Danzig, Sepultura, Fear Factory, Biohazard, Neurosis
  - Segundo Palco: Earth Crisis, Powerman 5000, Coal Chamber, Cellophane
- 1997
  - Palco Principal: Ozzy Osbourne, Black Sabbath, Marilyn Manson, Pantera, Type O Negative, Fear Factory, Machine Head, Powerman 5000
  - Segundo Palco: Coal Chamber, Slo Burn, Drain Sth, Downset., Neurosis, Vision of Disorder, Life of Agony
- 1998
  - Palco Principal: Ozzy Osbourne, Tool, Megadeth, Limp Bizkit, Soulfly, Sevendust, Coal Chamber
  - Segundo Palco: Motörhead, System of a Down, Melvins, Incubus, Snot, Life of Agony, Kilgore, Ultraspank, Monster Voodoo Machine
- 1999
  - Palco Principal: Black Sabbath, Rob Zombie, Deftones, Slayer, Primus, Godsmack, System of a Down
  - Segundo Palco: Fear Factory, Static-X, Slipknot, Hed Planet Earth, Flashpoint, Pushmonkey, Drain sth, Apartment 26, Puya
- 2000
  - Palco Principal: Ozzy Osbourne, Pantera, Godsmack, Static-X, Incubus, Methods of Mayhem, P.O.D., Queens of the Stone Age
  - Segundo Palco: Soulfly, Kittie, Disturbed, Taproot, Slaves on Dope, Reveille, Shuvel, Primer 55, Apartment 26, Deadlights, Pitchshifter, Black Label Society
- 2001
  - Palco Principal: Black Sabbath, Marilyn Manson, Slipknot, Papa Roach, Linkin Park, Disturbed, Crazy Town, Black Label Society
  - Segundo Palco: Mudvayne, The Union Underground, Taproot, Systematic, Godhead, Nonpoint, Drowning Pool, Spineshank, Hatebreed, Otep, No One, Pressure 4-5, American Head Charge, Pure Rubbish, Beautiful Creatures
- 2002
  - Palco Principal: Ozzy Osbourne, System of a Down, Rob Zombie, P.O.D., Drowning Pool (de 12 de julho a 13 de agosto), Adema, Black Label Society, Tommy Lee (de 15 de agosto a 8 de setembro)
  - Segundo Palco: Down, Hatebreed, Meshuggah, SOiL, Flaw, 3rd Strike, Pulse Ultra, Ill Niño, Andrew W.K., Glassjaw, The Used, Sw1tched, Otep, Lostprophets, The Apex Theory, Neurotica, Chevelle, Mushroomhead, Seether
- 2003
  - Palco Principal: Ozzy Osbourne, KoЯn, Marilyn Manson, Disturbed, Chevelle, The Datsuns
  - Segundo Palco: Cradle of Filth, Voivod, Hotwire, Shadows Fall, Grade 8, Twisted Method, Nothingface, Killswitch Engage, Unloco, Depswa, Motograter, Sworn Enemy, Revolution Smile/Chimaira, Endo, Memento, E Town Concrete
- 2004
  - Palco Principal: Black Sabbath, Judas Priest, Slayer, Dimmu Borgir, Superjoint Ritual, Black Label Society
  - Segundo Palco: Slipknot, Hatebreed, Lamb of God, Atreyu, Bleeding Through, Lacuna Coil, Every Time I Die, Unearth, God Forbid, Otep, Devildriver, Magna-Fi, Throwdown, Darkest Hour
- 2005
  - Palco Principal: Black Sabbath, Iron Maiden (de 15 de julho a 20 de agosto), Mudvayne, Shadows Fall,Trivium, Black Label Society, In Flames, Velvet Revolver (from August 23rd - September 4th), Slipknot (August 20th only), Drowning Pool (August 25th only)
  - Segundo Palco: Rob Zombie, Killswitch Engage, As I Lay Dying, Mastodon, A Dozen Furies, The Haunted, Arch Enemy, The Black Dahlia Murder, Bury Your Dead, It Dies Today, Soilwork, Trivium, Gizmachi, Wicked Wisdom
- 2006
  - Palco Principal: System of a Down, Black Label Society, Hatebreed, Lacuna Coil, DragonForce, Avenged Sevenfold.
  - Segundo Palco: Atreyu, Unearth, Bleeding Through, Norma Jean, Walls of Jericho, The Red Chord, A Life Once Lost, Strapping Young Lad, All That Remains, Full Blown Chaos, Between the Buried and Me.
- 2007
  - Palco Principal: Ozzy Osbourne, Dimmu Borgir, Morbid Angel, Cannibal Corpse, Serj Tankian
  - Segundo Palco: Tool, Soilwork, In Flames, Velvet Revolver, Black Label Society, Cavalera Conspiracy
- 2010
  - Palco Principal: Ozzy Osbourne, Mötley Crüe, Halford, DevilDriver, Nonpoint
  - Segundo Palco Monster Energy: Black Label Society, Drowning Pool, Kingdom Of Sorrow, Exodus, Goatwhore, Skeletonwitch, Saviours, Kataklysm, California Wildebeest, Immune, Yuto Miyazawa
- 2013
  - 11 de maio: Slipknot, Slash featuring Myles Kennedy and the Conspirators, Deftones, Maximum the Hormone, Man with a Mission, Fear,and Loathing in Las Vegas, The Treatment, Namba 69, Crossfaith, Galneryus, Momoiro Clover Z, Knock out monkey, and Artema
  - 12 de maio: Black Sabbath, Tool, Stone Sour, Dir En Grey, Anthem, Coldrain, Steel Panther, Mucc, AA=, Ningen Isu, Head Phones President, and fade[1][2]